# Gare de Bagnac
La gare de Bagnac est une gare ferroviaire française de la ligne de Figeac à Arvant, située sur le territoire de la commune de Bagnac-sur-Célé, dans le département du Lot, en région Occitanie.
C'est une gare voyageurs de la Société nationale des chemins de fer français (SNCF), desservie par des trains TER Occitanie.

## Situation ferroviaire
Établie à 234 mètres d'altitude, la gare de Bagnac est située au point kilométrique (PK) 251,627 de la ligne de Figeac à Arvant, entre les gares de Figeac et de Maurs.

## Fréquentation
De 2015 à 2020, selon les estimations de la SNCF, la fréquentation annuelle de la gare s'élève aux nombres indiqués dans le tableau ci-dessous :
| Année           | 2015  | 2016  | 2017  | 2018  | 2019  | 2020 | 2021  | 2022  | 2023  |
| --------------- | ----- | ----- | ----- | ----- | ----- | ---- | ----- | ----- | ----- |
| Voyageurs seuls | 4 367 | 4 038 | 4 727 | 3 358 | 1 569 | 920  | 1 924 | 2 867 | 3 676 |

## Service des voyageurs

### Accueil
Halte SNCF, c'est un point d'arrêt non géré (PANG) à entrée libre.

### Desserte
Bagnac est desservie par des trains TER Occitanie qui circulent entre les gares d'Aurillac et de Figeac.

### Intermodalité
Un parking pour les véhicules est aménagé.